# Lingua arapaho
La lingua arapaho (Hinónoʼeitíít), a volte denominata anche arapahoe, è una lingua appartenente al gruppo delle lingue algonchine, parlata oggigiorno solo nella riserva  Wind River Reservation in Wyoming (USA) da un migliaio di persone, quasi esclusivamente anziane, su una popolazione etnica di 5940 (al 2007). La lingua è quindi a grave rischio d'estinzione.

## Classificazione
La lingua arapaho fa parte delle lingue algonchine, appartenenti alla famiglia linguistica delle lingue algiche. Spesso viene ancora raggruppata nel sottogruppo delle lingue algonchine delle pianure (in inglese: Plains Algonquian languages), raggruppamento di cui farebbero parte anche la lingua piedi neri e la Lingua cheyenne, ma molti specialisti, a partire da Ethnologue, non riconoscono questa ulteriore suddivisione, che sarebbe stata creata partendo più da considerazioni geografiche che linguistiche
Ethnologue individua invece il sottogruppo lingue arapaho cui apparterrebbe, oltre l'araphao propriamente detto, la lingua gros ventre, oggi estinta e che era parlata in Montana dalla tribù omologa.

## Distribuzione geografica
L'arapaho è parlato nella riserva Wind River Reservation in Wyoming. I locutori sono circa un migliaio, principalmente, come già detto, di età elevata, il che ha fatto collocare la lingua tra quelle a grave rischio d'estinzione. Per cercare di ridurre questo pericolo, nel 2008, è stata aperta una scuola per insegnare la lingua ai bambini. Nel 2008 ventidue scolari stavano studiandovi l'arapaho..

## Fonetica
L'araphao si è differenziata fonologicamente, in maniera molto significativa, dal proto-algonchino (ad esempio, *maɬkwa, "orso," è diventato in arapaho wox, e *we-ɬali, "suo sposo," è diventato  ííx).

### Vocali
L'arapaho possiede una serie di quattro vocali brevi /i e ɔ u/ e di quattro lunghe /iː eː ɔː uː. Possiede anche tre dittonghi, /ei/, /ɔu/ e /ie/.

### Consonanti
L'inventario delle consonanti dell'arapaho è rappresentato nella seguente tabella. Le occlusivo glottidale sono sorde alla fine e nel mezzo delle parole, e sonore all'inizio (a eccezione di /p/, che diventa [b] anche nel mezzo delle parole). /j/ viene normalmente trascritta come <y>, /ʧ/ come <c>, /ʔ/ come <'> e /θ/ come <3>.
|                | Labiale | Dentale | Alvéolare | Palatale | Vélare | Glottale |
| -------------- | ------- | ------- | --------- | -------- | ------ | -------- |
| glottidale     | p       |         | t         |          | k      | ʔ        |
| Affricata      |         |         |           | ʧ        |        |          |
| Fricativa      |         | θ       | s         |          | x      | h        |
| Nasale         |         |         | n         |          |        |          |
| Semiconsonante | w       |         |           | j        |        |          |

### Prosodia
L'arapaho è una lingua tonale. Le vocali possono avere una tonalità media (non accentata), elevata (accento acuto), o discendente (accento circonflesso).